# SeaWiFS
SeaWIFS (Sea-viewing Wide Field-of-View Sensor) est un instrument embarqué à bord du satellite commercial OrbView-2 (en) (SeaStar), un capteur conçu pour recueillir des données biologiques de l'océan mondial. Actif à partir de septembre 1997 à décembre 2010, sa mission première était de quantifier la chlorophylle produite par le phytoplancton (plantes microscopiques) marin.

## Instrument

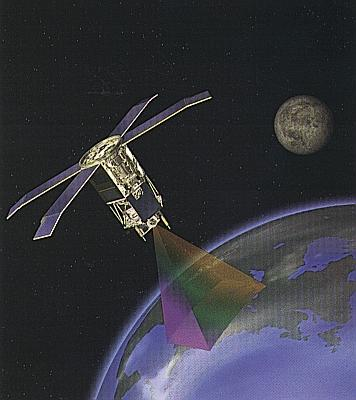
Le satellite SeaStar, à bord duquel se trouvait SeaWiFS

SeaWiFS est l'unique instrument scientifique sur le satellite OrbView-2 de GeoEye, aussi appelé SeaStar. SeaWiFS est aussi une expérience de suivi pour le Coastal Zone Color Scanner du Programme Nimbus (Nimbus 7). Lancé le 1er août 1997 sur une petite fusée de lancement Pegasus de Orbital Sciences, SeaWiFS commence ses opérations scientifiques le 18 septembre 1997 et cesse la collecte de données le 11 décembre 2010, dépassant de loin sa durée de fonctionnement prévue de 5 ans. La résolution du capteur est de 1,1 km (LAC), à 4,5 km (GAC). Le capteur enregistre les données dans les bandes optiques suivantes :
| Bande | Longueur d'onde |
| ----- | --------------- |
| 1     | 402-422 nm      |
| 2     | 433-453 nm      |
| 3     | 480-500 nm      |
| 4     | 500-520 nm      |
| 5     | 545-565 nm      |
| 6     | 660-680 nm      |
| 7     | 745-785 nm      |
| 8     | 845-885 nm      |

L'instrument est spécialement conçu pour la surveillance de l'océan pour des caractéristiques telles que la concentration de chlorophylle-a et la clarté de l'eau.
Il est en mesure de s'incliner jusqu'à 20 degrés pour éviter la lumière du Soleil réfléchie par la surface de la mer. C'est une caractéristique importante aux latitudes équatoriales où le reflet de la lumière du Soleil occulte souvent la couleur de l'eau. Pour la calibration, SeaWiFS utilise la Marine optical buoy (en).
La mission SeaWiFS est un partenariat entre l'industrie et le gouvernement. Le Groupe de Biologie de l'Océan de la NASA, au Goddard Space Flight Center a la responsabilité des collecte, traitement, calibration, validation, archivage et distribution des données. L'actuel gestionnaire de projet SeaWiFS est Gene Carl Feldman.

## L'estimation de la chlorophylle

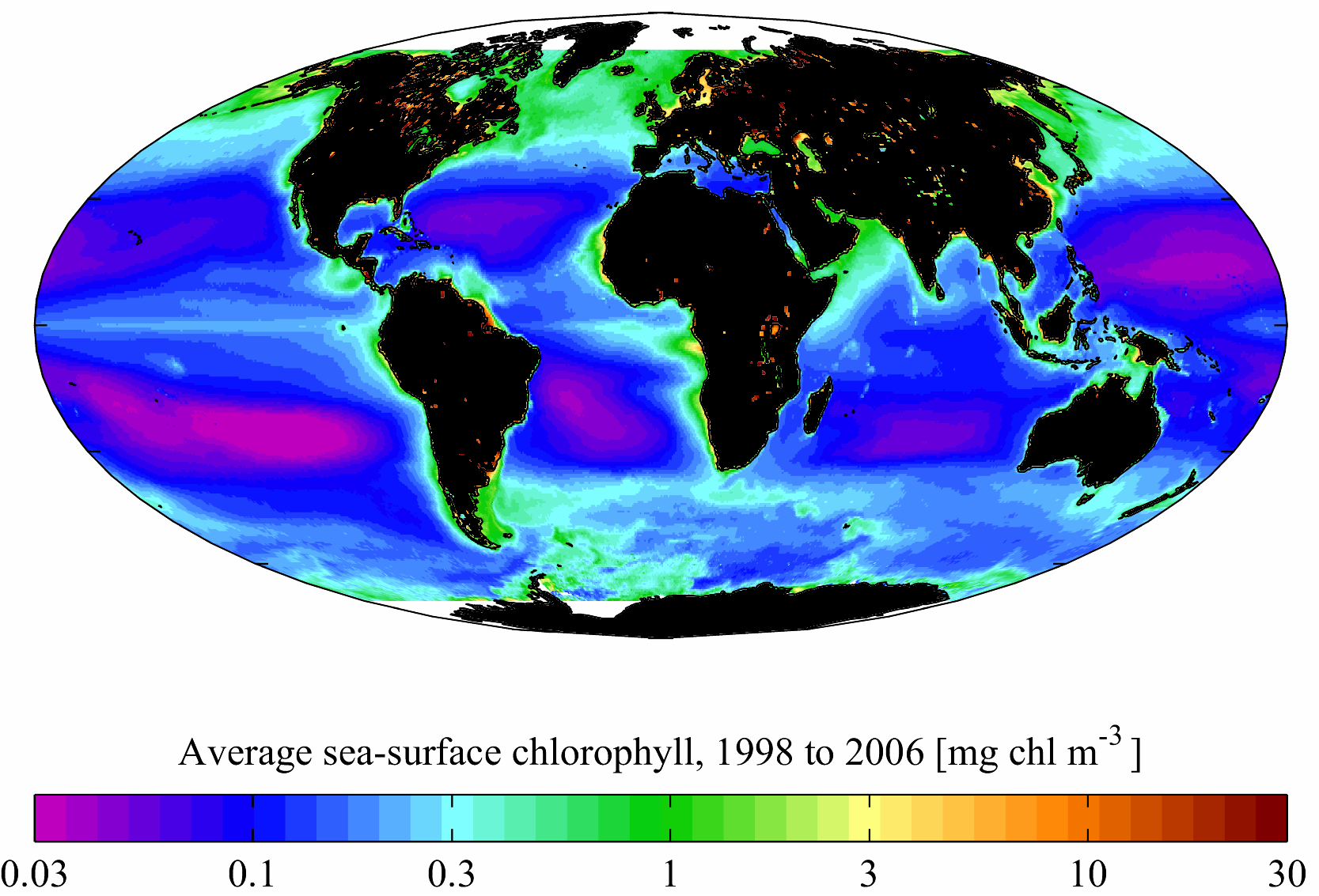
Les concentrations moyennes de chlorophylle de surface marine, dérivées de SeaWIFS, pour la période de 1998 à 2006.

Les concentrations en chlorophylle sont dérivées à partir des images couleurs de l'océan. Généralement parlant, plus l'eau est verte, plus il y a de phytoplancton dans l'eau et plus les concentrations en chlorophylle sont élevées. La chlorophylle-a absorbe plus de lumière bleue et rouge que de vert, tandis que la lumière réfléchie change du bleu au vert lorsque la quantité de chlorophylle dans l'eau augmente. À partir de ces connaissances, les scientifiques ont été en mesure d'utiliser les ratios des différents couleurs réfléchies pour estimer les concentrations de chlorophylle. 

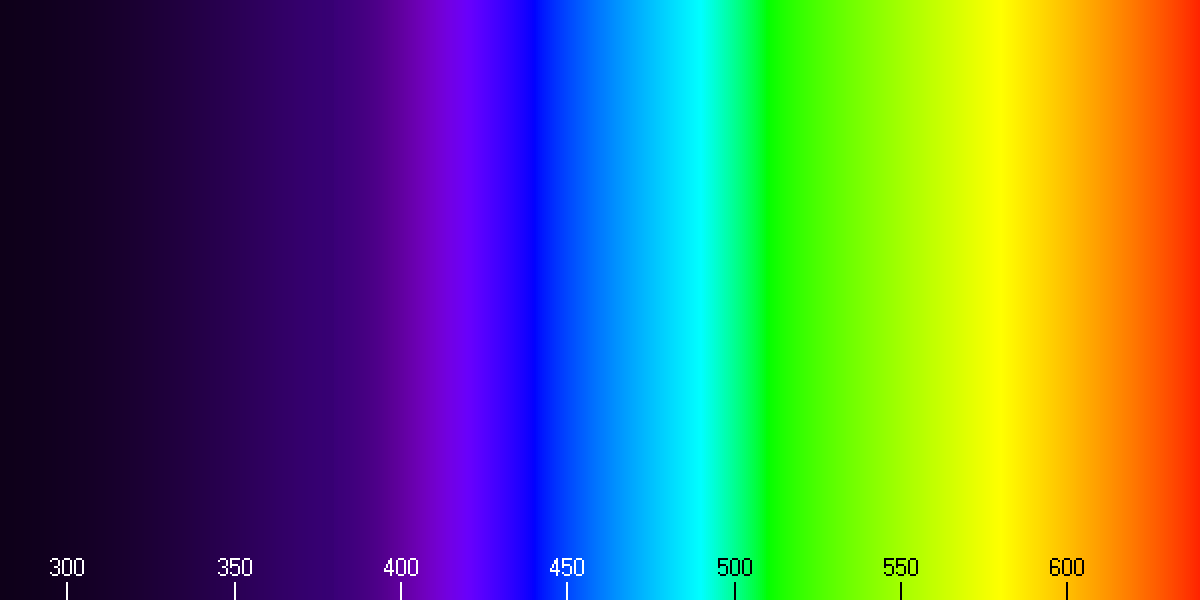
Les couleurs visibles du spectre correspondant aux longueurs d'onde en nanomètres

Plusieurs formules estiment la concentration de chlorophylle en comparant le ratio des lumières bleue et verte, puis en reliant ces ratios à des concentrations connues en chlorophylle aux mêmes moments et emplacements que les observations par satellite. La couleur de la lumière est définie par sa longueur d'onde, et la lumière visible a des longueurs d'onde de 400 à 700 nanomètres, avec une progression du violet (400 nm) au rouge (700 nm). Une formule typiquement utilisée pour les données SeaWiFS (appelée OC4v4) divise la réflectance (c.-à-d. la proportion de lumière réfléchie par la surface d'un matériau) de la concurrence de plusieurs longueurs d'onde (443, 490, ou 510 nm) par le facteur de réflectance à 550 nm. 
La réflectance (R) retournée par cette formule est alors branchée sur un polynôme cubique qui relie la bande rapport à la chlorophylle.
{\displaystyle Chl=antilog(0.366-3.067{\mathsf {R}}+1.93{\mathsf {R}}^{2}+0.64{\mathsf {R}}^{3}-1.53{\mathsf {R}}^{4})}
Cette formule, avec d'autres, a été dérivée empiriquement en utilisant des concentrations de chlorophylle observées. Pour faciliter ces comparaisons, la NASA dispose d'un système de données océanographiques et atmosphériques appelé SeaBASS (SeaWiFS Bio-optical Archive and Storage System). Cette archive de données est utilisée pour développer de nouveaux algorithmes et de valider les données satellite de produits par correspondance des concentrations en chlorophylle mesurées directement avec celles estimées à distance à partir d'un satellite. Ces données peuvent également être utilisées pour évaluer la correction atmosphérique (voir ci-dessous), laquelle peut grandement influencer les calculs de concentration en chlorophylle.
De nombreux algorithmes de concentration de chlorophylle ont été testés pour déterminer ceux qui sont plus adaptés chlorophylle à l'échelle mondiale. Divers algorithmes fonctionnent différemment dans différents environnements. De nombreux algorithmes d'estimation des concentrations en chlorophylle sont plus précis en eau claire profonde que dans l'eau peu profonde. Dans les eaux peu profondes, la réflectance due à d'autres pigments, des détritus et le fond de l'océan peut entraîner des inexactitudes. Les buts déclarés de la SeaWiFS de la chlorophylle estimations sont « ... de produire des radiances de sortie de l'eau avec une incertitude de 5 % dans des régions d'eau claire et des concentrations de chlorophylle-a à l'intérieur de ±35 % de l'intervalle de 0,05 à 50 mg m−3 ». Lorsque la précision est évaluée sur une échelle mondiale, et toutes les observations sont regroupées, alors cet objectif est clairement satisfait. De nombreuses estimations par satellites vont de un tiers à trois fois celles qui sont directement prises à la mer, même si la relation globale est encore assez bonne. Des différences surviennent lorsque les données sont examinées par la région, mais globalement, les valeurs sont encore très utiles. Un pixel peut ne pas être particulièrement précis, mais quand on calcule des surfaces moyennes plus importantes, les valeurs moyennes sont plus justes et fournissent une vue précise de la plus tendances. Les côtés bénéfiques de la collecte de données par satellite de la chlorophylle emportent de loin sur tous les défauts de leur exactitude, simplement par la couverture spatiale et temporelle possible. À bord d'un navire, les mesures de chlorophylle ne peuvent pas approcher la fréquence et de la couverture spatiale fournie par les données satellitaires.

## Correction atmosphérique

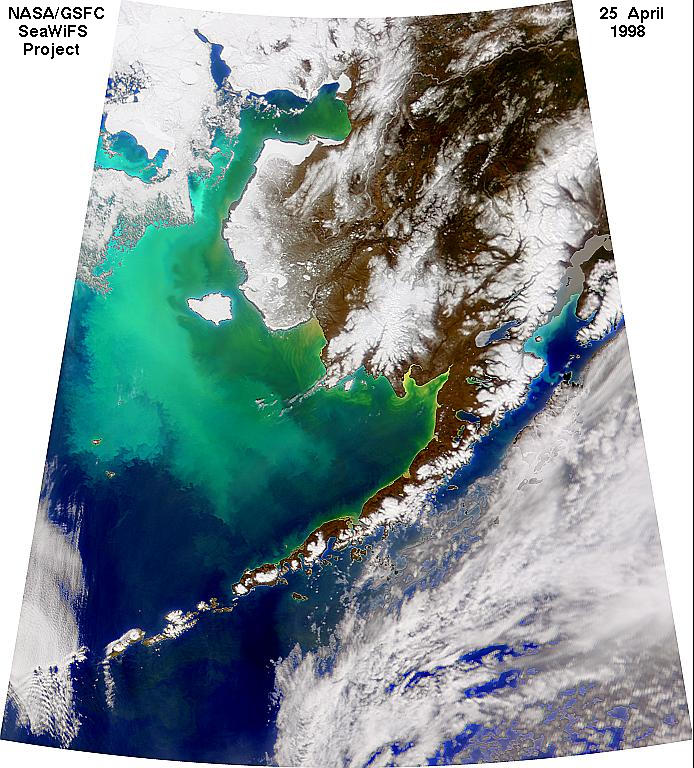
Une image SeaWiFS en vraies couleurs d'un bloom de phytoplancton coccolithophore, au large de l'Alaska

La lumière réfléchie sous la surface de l'océan est appelé radiance spectrale ré-émise par les eaux  et est utilisée pour estimer les concentrations de chlorophylle. Cependant, seulement environ 5 à 10 % de la lumière au sommet de l'atmosphère (anglais : top of the atmosphere, TOA) est due à la radiance spectrale ré-émise par les eaux,. Le reste de la lumière provient de la réflexion par l'atmosphère et les aérosols s'y trouvant. Afin d'estimer les concentrations en chlorophylle, on prend en compte ce rayonnement, qui n'est pas dû à la radiance spectrale ré-émise par les eaux. Une partie de la lumière réfléchie par l'océan, comme les moutons (whitecaps) et les reflets du Soleil, doit également être retirée des calculs de la chlorophylle, car elle est représentative des vagues de l'océan ou de l'angle du Soleil, et non de la surface de l'océan. Le processus de suppression de ces composants est appelée correction atmosphérique (en).
Une description de la lumière, ou radiance, observée par les capteurs du satellite peut être plus formellement exprimée par l'équation de transfert radiatif suivante :
{\displaystyle L_{T}(\lambda )=L_{r}(\lambda )+L_{a}(\lambda )+L_{ra}(\lambda )+TL_{g}(\lambda )+t(L_{f}(\lambda )+L_{W}(\lambda ))}
Où LT(λ) est le total de la radiance au sommet de l'atmosphère, Lr(λ) est la diffusion de Rayleigh par des molécules de l'air, Lun(λ) est la diffusion par les aérosols en l'absence d'air, Lra(λ) sont les interactions entre les molécules de l'air et des aérosols, TLg(λ) sont les reflets, t(Lf(λ) est de réflexions à partir de la mousse, et LW(λ)) est les reflets de la surface de l'eau, ou la radiance spectrale ré-émise par les eaux. D'autres divisions de la radiance existent, en composantes légèrement différentes, bien que, dans chaque cas, les paramètres de réflectance doivent être résolus afin d'estimer la radiance spectrale ré-émise par les eaux et ainsi de concentrations en chlorophylle.

## Données produites
Si le projet SeaWiFS a été conçu principalement pour surveiller les concentrations de chlorophylle-a de  l'océan de l'espace, il a également recueilli un grand nombre d'autres paramètres qui sont librement accessibles au public pour la recherche et l'enseignement. À part la chlorophylle-a, ces paramètres incluent la réflectance, le coefficient d'atténuation diffuse, de la concentration de carbone organique particulaire (POC), la concentration des particules de carbone inorganique (PIC), l'indice de couleur de la matière organique dissoute (CDOM), le rayonnement photosynthétiquement actif (PAR) et la hauteur de ligne de la fluorescence normalisée (NFLH). En dépit d'être conçu pour mesurer la chlorophylle de l'océan, SeaWiFS produit également des estimations de l'indice différentiel de végétation normalisé (en) (NDVI), qui est une mesure de la photosynthèse terrestre (c-à-d. non marine).

## L'accès aux données

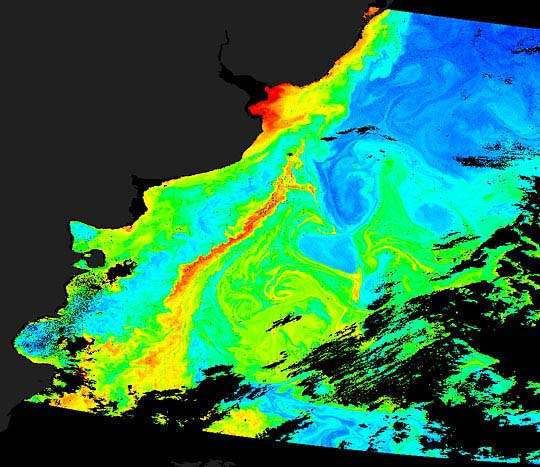
Une image SeaWiFS en fausses couleurs montre une forte concentration de chlorophylle de phytoplancton dans le Confluent du courant du Brésil, à l'est de l'Argentine. Les couleurs chaudes indiquent de hautes teneurs en chlorophylle, et des couleurs plus froides, une concentration inférieure de la chlorophylle.

Les données SeaWiFS sont librement accessibles à partir d'une variété de sites web, dont la plupart sont gérés par le gouvernement. L'emplacement principal pour les données SeaWiFS est le site web OceanColor de la NASA, qui maintient la série chronologique de l'ensemble de SeaWiFS de la mission. Le site web permet aux utilisateurs de parcourir des images SeaWiFS en fonction de sélections de temps et d'espace. Le site permet également la navigation sur différentes échelles temporelles et spatiales avec des échelles spatiales allant de 4 km à 9 km pour les données cartographiées. Les données sont fournies qu'à de nombreuses échelles temporelles, y compris quotidienne, plusieurs jours (par exemple, 3, 8), mensuelles, saisonnières, jusqu'à des composites de l'ensemble de la mission. Les données sont disponibles via FTP ou téléchargement.
Les données peuvent être consultées et récupérées dans une variété de formats et quatre niveaux de traitement, de non-transformées à sorties modélisées. Le niveau 0 est non transformé, donc ce sont des données qui ne sont pas habituellement fournies aux utilisateurs. Les données de niveau 1 sont reconstruites, mais soit non ou peu transformées. Les données de niveau 2 contiennent des dérivées de variables géophysiques, mais ne sont pas sur une grille uniforme de l'espace/temps. Les données de niveau 3 contiennent des dérivées des variables géophysiques effectuées ou mappées sur une grille uniforme. Enfin, les données de niveau 4 contiennent des variables modélisées ou dérivées telles que la productivité primaire de l'océan.
Les scientifiques qui visent à calculer des concentrations de chlorophylle ou d'autres paramètres qui diffèrent de ceux fournis sur le OceanColor site peuvent utiliser les niveaux 1 ou 2 de données. Ceci, par exemple, pour calculer les paramètres d'une région particulière du globe, alors que le standard de données SeaWiFS produites est conçu pour l'exactitude globale avec de nécessaires compromis pour des régions spécifiques. Les scientifiques qui s'intéressent à la relation entre les sorties SeaWiFS et d'autres processus utilisent généralement des données de niveau 3, en particulier s'ils n'ont pas la capacité, la formation, ou l'intérêt de travailler avec les niveaux 1 ou 2 de données. Les données de niveau 4 peuvent être utilisées de façon similaire quand un produit déjà modélisé est d'intérêt.

## Logiciel
La NASA offre un logiciel gratuit conçu spécifiquement pour fonctionner avec les données SeaWiFS par le biais du site web de couleur de l'océan. Ce logiciel, SeaDAS (SeaWiFS Data Analysis System), est construit pour la visualisation et traitement des données satellites et permet de travailler avec les niveaux 1, 2 et 3 de données. Bien qu'il ait été conçu à l'origine pour les données SeaWiFS, ses capacités ont depuis été élargies pour travailler avec de nombreux autres sources de données satellites. D'autres logiciels ou langages de programmation peut également être utilisé pour lire et travailler avec des données SeaWiFS, tels que Matlab, IDL et Python.

## Applications

Pompe biologique, le cycle de l'air de la mer et la séquestration du CO_{2}

L'estimation de la quantité mondiale ou régionale de la chlorophylle, et, par conséquent, le phytoplancton, a de grandes implications pour le changement climatique et la production de la pêche. Le phytoplancton joue un rôle important dans l'absorption mondiale de dioxyde de carbone, un des principaux contributeurs au changement climatique. Un pourcentage de ce phytoplancton coule au fond de l'océan, prenant ainsi le dioxyde de carbone de l'atmosphère et le séquestrant dans les profondeurs de l'océan pour au moins un millier d'années. Par conséquent, le degré de la production primaire de l'océan pourrait jouer un grand rôle dans le ralentissement du changement climatique. Ou, si la production primaire ralentit, le changement climatique pourrait être accéléré. Certains ont proposé une fertilisation par le fer (en) de l'océan dans le but de promouvoir des blooms de phytoplancton et éliminer le dioxyde de carbone de l'atmosphère. Peu importe si ces expériences sont réalisées ou non, l'estimation des concentrations en chlorophylle dans les océans du monde et de leur rôle dans la pompe biologique de l'océan pourrait jouer un rôle clé dans notre capacité à prévoir et à s'adapter au changement climatique.
Le phytoplancton est un élément clé dans la base de l'océan de la chaîne alimentaire et des océanographes ont émis l'hypothèse d'un lien entre la chlorophylle océanique et la production de la pêche. Le degré auquel le phytoplancton est relié à la production de poissons marins, dépend du nombre de liens trophiques de la chaîne alimentaire et du degré d'efficacité de chaque lien. Les estimations du nombre de liens trophiques et de l'efficience trophique du phytoplancton à la pêche commerciale ont été largement débattues, mais elles ont été peu motivées concrètement. Des recherches plus récentes suggèrent que les relations positives entre la chlorophylle-a et la production de la pêche peuvent être modélisées et peuvent être très fortement corrélées quand on les examine à la bonne échelle. Par exemple, Ware et Thomson (2005) ont trouvé un coefficient de corrélation carré, r2, de 0,87 entre le rendement des poissons résidents (tonnes km-2) et la moyenne annuelle des concentrations de chlorophylle-a (mg m-3). D'autres ont trouvé que le Front de Chlorophylle de la Zone de Transition du Pacifique (densité de chlorophylle de 0,2 mg m-3) est une caractéristique fondamentale dans la distribution de la tortue caouanne.